# Schwarzer Fluss (Vietnam)
Der Schwarze Fluss (vietnamesisch Sông Đà) ist ein rechter (südlicher) Nebenfluss des Roten Flusses im Süden Chinas und im Norden Vietnams. Er entspringt in Yunnan, verläuft zum großen Teil in südöstlicher Richtung parallel zum Roten Fluss und mündet schließlich nahe der Stadt Việt Trì in den Roten Fluss. Der Schwarze Fluss hat eine Länge von 800 km, davon 543 km in Vietnam.
Auf dem Schwarzen Fluss werden Flusskreuzfahrten angeboten.

## Kraftwerke und Stauseen
Flussabwärts gesehen wird der Schwarze Fluss durch die folgenden neun Kraftwerke aufgestaut:
| Kraftwerk  | Betreiber | Max. Leistung (MW) | Stausee | Oberfläche (km²) | Volumen (Mio. m³) |
| ---------- | --------- | ------------------ | ------- | ---------------- | ----------------- |
| Yayangshan | DIP       | 120                |         |                  |                   |
| Shimenkan  | DIP       | 130                |         |                  |                   |
| Longma     | DIP       | 285                |         |                  |                   |
| Jufudu     | DIP       | 285                |         |                  |                   |
| Gelantan   | DIP       | 240 bzw. 450       |         |                  |                   |
| Tukahe     | DIP       | 165                |         |                  |                   |
| Lai Châu   | EVN       | 1.200              |         |                  |                   |
| Sơn La     | EVN       | 2.400              | Sơn La  | 440              | 3.100             |
| Hòa Bình   | EVN       | 1.920              | Sông Đà | 208              | 9.000             |